# Renaud Barbaras
Renaud Barbaras (nascido em 1955 em Paris) é um filósofo francês, um ex-aluno da École Normale Supérieure de Saint-Cloud. Atualmente, leciona filosofia contemporânea na Universidade de Paris 1 Panthéon-Sorbonne.
Ele concentra seus trabalhos na fenomenologia, particularmente no pensamento de Edmund Husserl, Maurice Merleau-Ponty e Jan Patocka. Seus últimos livros e seminários são dedicados aos problemas que ele chama de "fenomenologia da vida". 

## Obras
- De l'être du phénomène. Sur l'ontologie de Merleau-Ponty, Grenoble, J. Millon, « Krisis », 1991.
- Merleau-Ponty, Paris, Ellipses, « Philo-Philosophes », 1997.
- Le tournant de l'expérience. Recherches sur la philosophie de Merleau-Ponty, Paris, Vrin, « Histoire de la philosophie », 1998.
- Le désir et la distance. Introduction à une phénoménologie de la perception, Paris, Vrin, « Problèmes et controverses », 1999.
- Vie et intentionnalité. Recherches phénoménologiques, Paris, Vrin, 2003.
- Introduction à la philosophie de Husserl, Éditions de la Transparnce, 2004.
- Le mouvement de l'existence. Études sur la phénoménologie de Jan Patocka, Éditions de la Transparence, 2007.
- Introduction à une phénoménologie de la vie, Paris, Vrin, 2008.
- La Perception. Essai sur le sensible, Paris, Hatier, « Optiques, Philosophie », 1994. Rééd. Paris, Vrin, 2009.